# Översergeant
Översergeant är en militär grad. Den används i endast två länder, Sverige och Finland.

## Sverige
I Sverige införs graden översergeant (förkortning: öserg) på nivå OR-6. Befordran sker från sergeant. Befordringsbar är den som varit sergeant i minst fyra år (efter 2021, före 2021 var det minst två år), bedöms vara lämplig samt innehar de kunskaper och färdigheter som krävs för den högre graden. Steget efter är fanjunkare. Översergeant är i Sverige en specialistofficersgrad, vilket innebär examen vid militärhögskola eller stridsskola, och är inte en underofficersgrad som i Finland. Översergeanter i den svenska reserven kategoriseras och är anställda enligt officersförordningen som reservofficerare. Graden kännetecknas av antingen två inringade stjärnor på kragspegeln eller hylsa (m/90 och m/90l) alternativt ett tjockt och ett tunnare streck över hela hylsan med tjänstegrenstecken ovan (flottan/flygvapnet) och under för amfibiekåren.  

### Gradbeteckningar

Armén
Armén (M/05)
Flottan

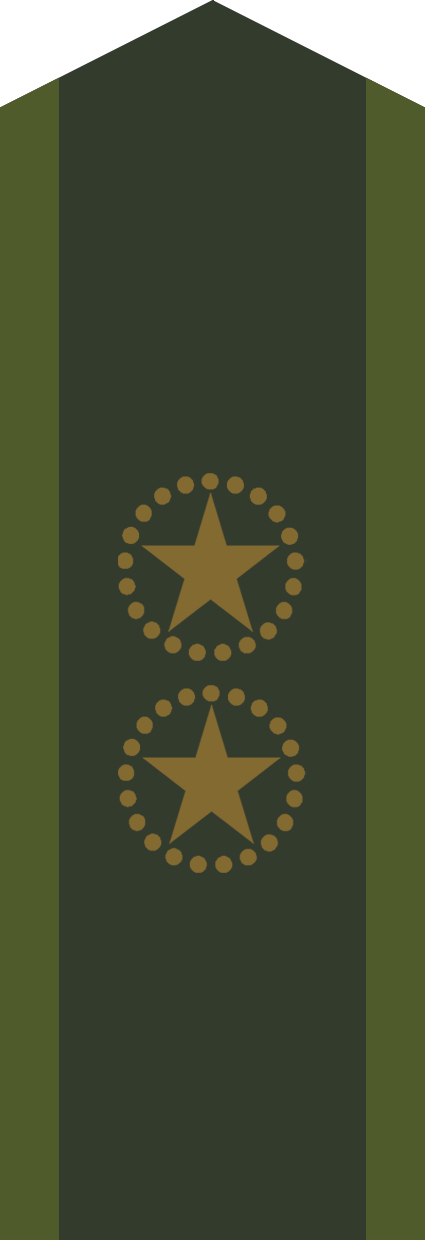
Armén (fältuniform)
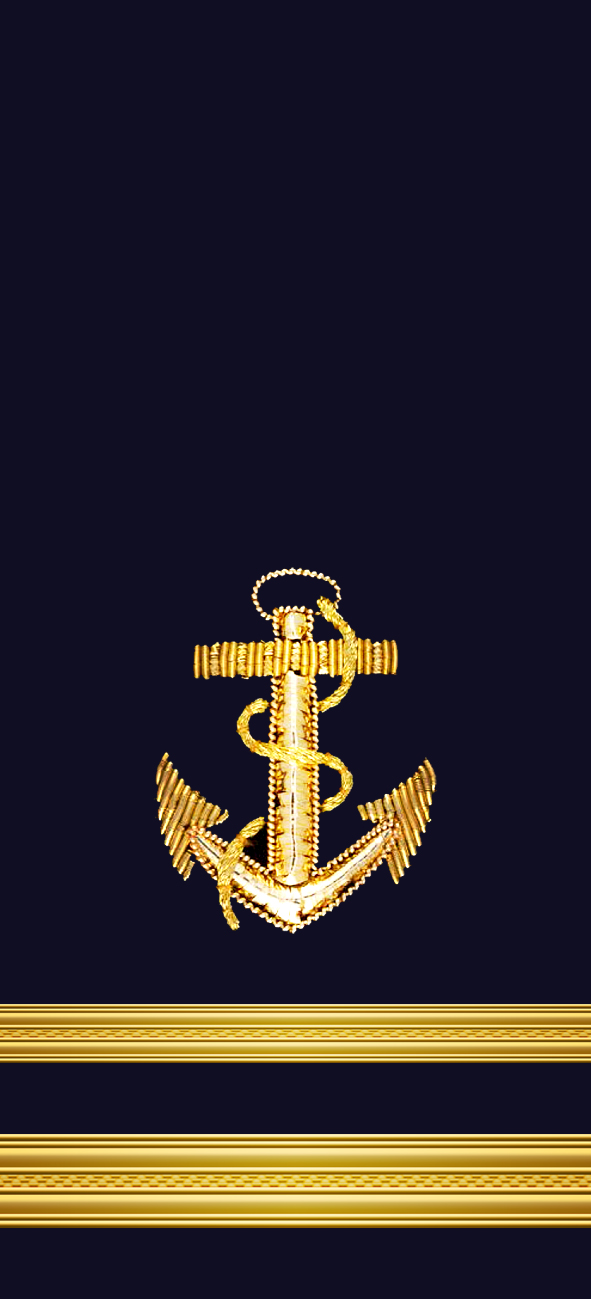
Flottan (M/87)
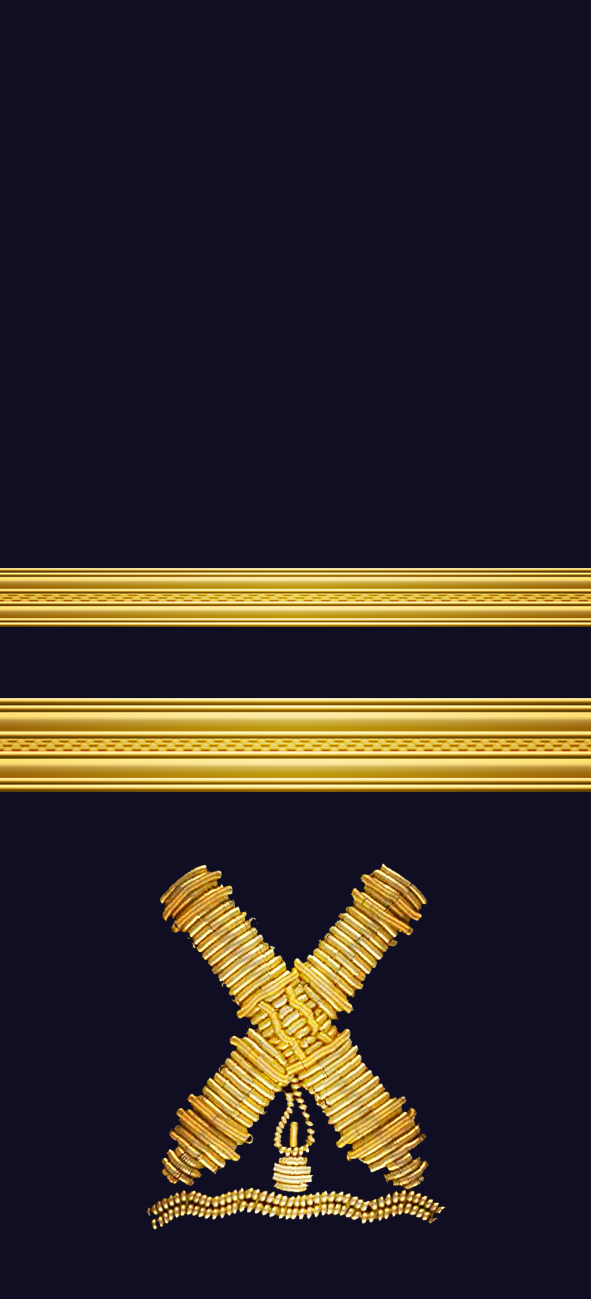
Amfibiekåren (M/87)
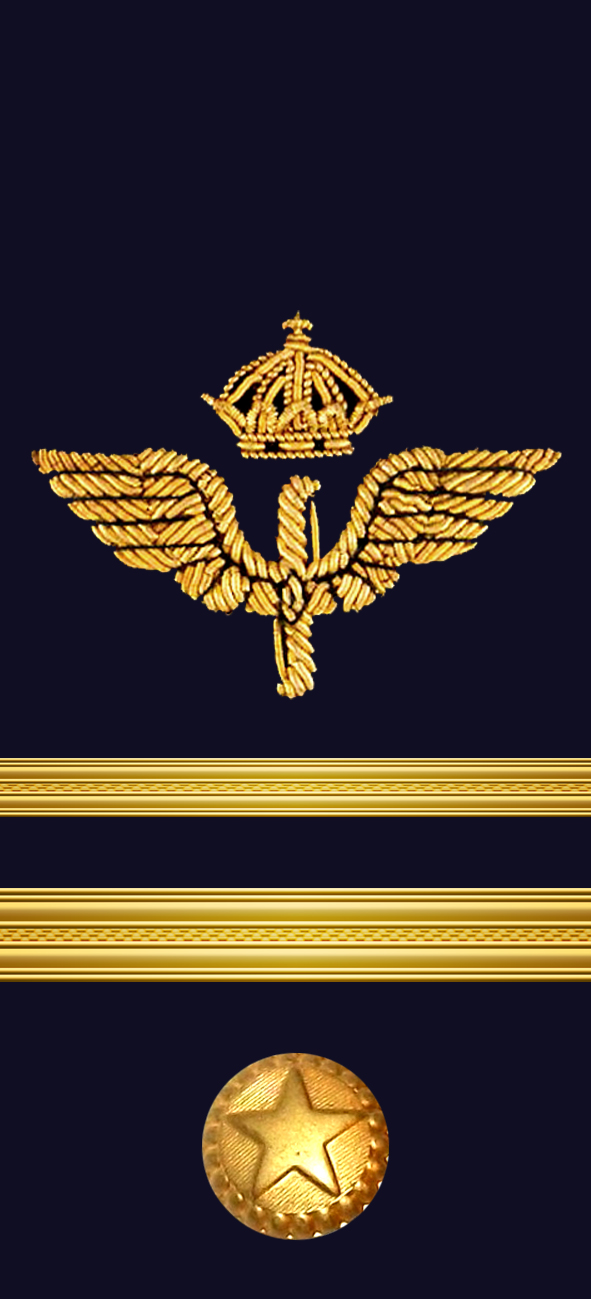
Flygvapnet (M/87)

## Finland
Översergeant (finska ylikersantti) är en underofficersgrad i den finländska försvarsmakten. Graden är högre än sergeant men lägre än fältväbel. I Finland nyttjas graden på ett något annorlunda sätt än i Sverige, mycket på grund av de olika förutsättningarna de två nationerna har utifrån hur respektive stat har valt att bygga upp sin försvarsmakt.

### Gradbeteckningar
- Armén
- Armén (M/05)
- Flottan

## Tyskland
Inom tyska Bundeswehr nyttjas tjänstegraderna feldwebel (A7) och oberfeldwebel (A7Z), som båda ryms inom NATO-kategorin OR-6 och där oberfeldwebel är överordnad feldwebel (motsvarande sergeant). Graderna tillhör kategorin "Unteroffiziere mit Portepee", som kan liknas med det gamla svenska underofficerssystemet, där vederbörande först måste ha genomgått realskola eller yrkesskola för att kunna påbörja utbildning.